# Oogsplits

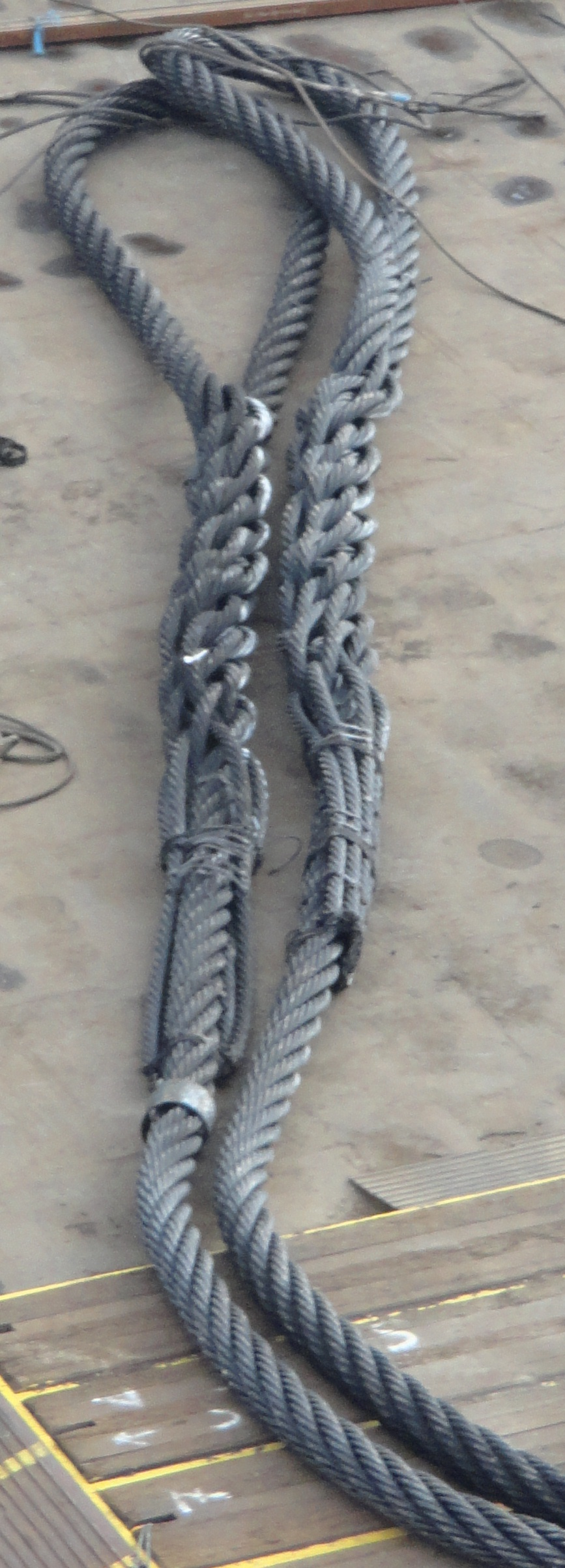
Oogsplitsen in strop van 283 mm diameter, SWL 1000 ton.

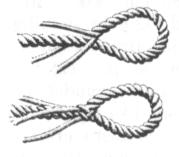
Oogsplitsen

Een oogsplits is een eindverbinding voor touw of staalkabel waarbij een lus of oog wordt gemaakt door het uiteinde van de lijn in zichzelf terug te splitsen. Het is een onderdeel van het schiemanswerk.
Een belangrijk verschil tussen een splits en een knoop is dat bij een knoop een touw als geheel gezien wordt en bij een splits worden de afzonderlijke strengen (kardelen) van de draad gebruikt. Deze strengen worden op een nieuwe manier door elkaar gehaald en vervolgens weer strak getrokken. Gevolg hiervan is dat een goede splits in principe (haast) niet meer los te maken is. Een knoop reduceert de trekkracht van een lijn soms tot de helft, terwijl die met een goed gemaakte splits ongeveer 90-95% blijft.

## Oogsplits maken
De constructie van een lijn bepaalt voor een groot deel hoe de lijn gesplitst moet worden. Lijnen worden ofwel geslagen of gevlochten. Daarnaast hebben ze wel of geen kern. Bovendien kan de kern ook weer op verschillende manieren worden gemaakt. Er zijn twee technieken voor dubbelgevlochten lijnen: één waarbij de mantel van de lijn nodig is voor de sterkte van de oogsplits (voor polyester en polyamidekernen) en de andere voor supervezels. Een lijn met een kern van supervezels, zoals Dyneema, haalt bijna de gehele sterkte uit de kern. De mantel is daarom in een oogsplits niet nodig voor de sterkte. Dat geldt echter wel voor een kern van polyester (of polyamide), want daarin draagt de mantel voor ongeveer een derde bij aan de breeksterkte en daarom is het belangrijk zowel mantel als kern voor de splits te gebruiken.
Hieronder wordt toegelicht hoe een conventionele splits in een driestrengs geslagen lijn wordt gemaakt. Voor moderne gevlochten lijnen worden andere technieken gebruikt.
De einden van de strengen worden eerst vastgezet met een tijdelijke takeling om uitrafelen te voorkomen. Bij kunststoftouw worden de einden dichtgeschroeid. Buig het uiteinde van het touw terug tot ongeveer tien keer de dikte van het touw. Draai de strengen los en leg ook hier op het touw een tijdelijke takeling om verder uit elkaar draaien te voorkomen. Draai de strengen van het touw iets los op de plaats waar de losse strengen in het touw gestoken worden. Hiervoor kan ook een priem, fit, Nala priem of Marlspijker gebruikt worden. Steek een losse streng door een streng van het iets los gedraaide touw (stap 1). Steek vervolgens de tweede losse streng onder de volgende streng van het iets los gedraaide touw door (stap 2). Draai het touw nu om en steek vervolgens de derde losse streng onder de volgende streng van het iets los gedraaide touw door (stap 3). Steek vervolgens de eerste losse streng weer weg enz. Dit moet minimaal drie keer gebeuren bij touw van hennep of katoen en vijf keer bij kunststoftouw.
Bedenk de oude wijsheid: Het rollen onder de voet maakt slechte splitsen goed. Op die manier worden onregelmatigheden bij het doorsteken glad gemaakt.
|  |  |  |

|  |  |  |

Het is voor schippers slim om binnen het oog een takeling te zetten op het eind, dat door het touw wordt gestoken. Het kan ook met een stukje tape. Als te laat wordt ingegrepen in een sluis en het schip zichzelf dreigt op te hangen, kan door het kappen van de lijn bij de takeling die ophanging worden voorkomen. Door het op die plaats te doen bespaart men de volle lengte van het oog en wordt de tros maar een klein stukje korter.